# El Fraile, Nuevo León
El Fraile är en ort i Mexiko.   Den ligger i kommunen García och delstaten Nuevo León, i den centrala delen av landet, 700 km norr om huvudstaden Mexico City. El Fraile ligger 672 meter över havet och antalet invånare är 235.
Terrängen runt El Fraile är varierad. Runt El Fraile är det mycket tätbefolkat, med 1 266 invånare per kvadratkilometer. Närmaste större samhälle är Ciudad General Escobedo, 18,9 km öster om El Fraile. Omgivningarna runt El Fraile är i huvudsak ett öppet busklandskap.